# Havbrug på Færøerne
Havbrug på Færøerne kan føres tilbage til begyndelsen af 1970-erne. Fremvæksten i slutningen af 1970-erne skyldtes hovedsagelig en nedadgående trend i de internationale fiskepriser, som indvirkede stærkt på Færøernes økonomi, samt faldende fiskekvoter. Dermed begyndte man for alvor at investere i opdrætsanlæg, primært for laks og ørred således, at færingerne slap for at sejle ud for at fange fisk. Næringen har siden starten været reguleret af Færøernes regering, med påkrævede tilladelser for at drive anlæg. Opdrætsnæringen er i dag sammen med eksport af fisk fra havfiskeriet Færøernes største eksportvare, når man ser på værdien. Ingen anden enkelt slags fisk bliver eksporteret i lige så høj grad som laksen.
I 2014 var der 916 personer sysselsatte ved havbrug på Færøerne svarende til 3,8% af befolkningen.
Politisk-administrativt har fiskeopdræt sorteret under Erhvervsministeriet siden 1996.

## Historie

### Mange lakseopdrættere i 1980'erne
I 1980 vandt de borgerlige partier regeringsmagten, og Regeringen Pauli Ellefsen sørgede for omfattende skattelettelser. Dette gjorde det mere attraktivt at investere i den voksende opdrætsnæring. I 1980 var der kun givet to tilladelser for fiskeopdræt, mens der blev givet yderligere fire i 1982 og hele 14 i 1983.
Enkelte gange i 1980-erne udgjorde eksporten af opdrætsfisk helt op til 20 % af Færøernes samlede eksport. I 1986 eksporterede Færøerne 2.500 ton opdrætsfisk. I 1988 var 63 opdrætsanlæg i drift. I 1992 eksporterede man 16.500 ton med en indtjening på 598 millioner kroner.

### Nedgang under finanskrisen i 1990'erne
Finanskrisen på Færøerne i begyndelsen af 1990-erne medførte, at eksporten af opdrætsfisk faldt til et bundniveau på 7.000 ton i 1995. Da blev meget af slagtningen udsat grundet lave priser. Alligevel producerede de knapt 20 anlæg i 1994 like så meget som de 63 anlægg i 1988. På længere sigt førte finanskrisen til, at statlige særordninger for fiskeriet bortfaldt, fiskerettigheder blev kapitaliserede, mens både fiskeriet og havbruget blev stærkere reguleret.
Efterhånden kom økonomien atter i gang, og eksporten nåede 30.000 ton (indtjening på 880 millioner kroner) i 1999, en fordobling fra året før. Siden 1998 er der heller ikke givet statlig støtte til opdrætsnæringen. I 1999 blev det drevet fiskeopdræt på 32 steder på Færøerne, med 26 tilladelser til 17 selskaber. Fra 1990-erne har næringen været noget plaget af lakselus og er det stadig.

### Problemer med ILA i 2000'erne
Sygdommen ILA var et stort problem flere steder blandt opdrættede laks, også på Færøerne fra 2003 og det var lige før, at ILA ødelagde lakseopdrætten på Færøerne i starten af det 21. århundrede, men det problem fik man løst bl.a. ved ikke at have for mange laks i de enkelte ringe og at flytte dem omkring, så de ikke ligger på samme sted hele tiden.
Udover ILA sygdommen, så svækkede en månedslang strejke i 2003 lønsomheden i næringen. Tabet som følge af strejken blev skønnet til 250 millioner kroner efter én uge.
Mellem 2003 og 2013 reducerede havbruget på Færøerne sine omkostninger per kilo produceret opdrætslaks, mens omkostningerne voksede i Norge og Chile. Sammen med Norge havde Færøerne verdens højeste brutto fortjenestemargin per kilo opdrætslaks i 2013.

### Bakkafrost børsregistreret i 2010
I 2010 blev Bakkafrost børsnoteret på Oslo Børs. I 2011 købte Bakkafrost Havsbrún, som blandt andet producerer fiskemel og foder til laksene i havbrugene. Havsbrún ejede dengang aktiemajoriteten i Faroe Farming i Vágur og i andre virksomheder. Bakkafrost blev derfor Færøernes største havbrugsvirksomhed. Efterhånden er der kun tre virksomheder tilbage, som ejer alle rettigheder til havbrug på Færøerne: Bakkafrost, Luna (Hiddenfjord) og Marine Harvest Faroes, som er datterselskab af det norske Marine Harvest. Marine Harvest Faroes har kun to tilladelser til havbrug, i Vestmanna og i fjordene i Vágar. I 2015 har de fået lov til at undersøge, om Sandsvåg ved bygden Sandur egner sig til havbrug. Marine Harvest Faroes lagde to tomme ringe ud i Sandsvåg i 2015, for at undersøge, um forholdene var stabile nok til havbrug, havet der er kendt som et farvand med stærke havstømme. I december 2015 fik den ene af de to ringe stor skade og blev krøllet sammen af den stærke brænding. Det var ellers meningen at sætte laks ud i ringene i Sandsvåg i foråret 2016, men efter uheldet med den ene af ringene, er det ikke sikkert, at havbrug ved Sandsvåg vil finde sted.
I september 2014 skrev færøske medier, at Færøerne nu havde fået den første milliardærfamilie, da direktøren for Bakkafrost, Regin Jacobsen, og hans moder Odvør Jacobsen ejede aktier i Bakkafrost, der havde en værdi på tilsammen 1,1 milliard.
Den 11. december 2015 offentliggjorde Oslo Børs, at Bakkafrost kom med på OBX-indeksen fra 18. december 2015, som en af de 25 børsnoterede virksomheder på Oslo-børs, hvis aktier er blevet mest handlet.

### Opdrættet laks udgør halvdelen af eksportværdien
Andelen af opdrættet laks er blevet en større og større andel af Færøernes eksport. Der er sket en øget produktion af laks og derudover har der også været bedre pris for laksen i de senere år. I 2014 blev der slagtet 70.873 tons laks fra fiskeopdræt på Færøerne, i 2013 var tallet 63.266 tons. I 2000 blev der slagtet 27.477 tons laks. I november 2014 skrev Hagstova Føroya (Færøernes Statistik), at opdrættet laks nu var næsten halvdelen af al eksoprt fra Færøerne, både når der var tale om antal tons og når der var tale om værdi. Færøerne blev boykottet af EU fra august 2013 til august 2014, det førte til, at Færøerne blev nødt til at finde andre lande, der kunne aftage fisk fra Færøerne. Næsten samtidig med at EU ophævede boytottet mod Færøerne, iværksatte EU og Norge boykot mod Rusland pga. krigen i Ukraine, og kort tid derefter iværksatte Rusland ligeledes handelsboykot mod EU og Norge. Færøerne var ikke en del af boykottet og øgede eksporten af opdrættet laks til Rusland, prisen for laksen øgedes også. Opdræt-virksomhederne på Færøerne tog mere laks end de plejede, da efterspørgelsen var så stor, og derfor voksede eksporten også en del, men året efter, i 2015, mindskedes eksporten lidt igen. Perioden fra januar til september 2014 eksporterede Færøerne opdrættet laks for en værdi af godt 2 milliarder danske kroner, det var godt 200 millioner mere end året før. Den samlede eksport i samme periode var på 4,387 milliarder. I perioden fra januar til september 2015 eksporterede Færøerne 41.428 tons opdrættet laks for en værdi af tilsammen 1,9 milliard kroner, som var 135 millioner kroner mindre end samme periode i 2014.
I 2016 stammede knap halvdelen af Færøernes eksportværdi fra opdrættet laks. 3,7 milliarder kroner af Færøernes samlede eksport på knap 8 milliarder kroner kom fra salg af opdrættet laks. Færøernes vigtigste køber i 2016 var Rusland, der købte for 1,9 milliarder af Færøernes samlede eksport.